# JETCO
JETCO (кит. трад. 銀通), Joint Electronic Teller Services Limited (кит. трад. 銀聯通寶有限公司) — коммерческая сеть банкоматов и платёжная система в Гонконге и Макао.

## История
JETCO была основана Гонконгским отделением Банка Китая (ныне Bank of China (Гонконг)) в 1982 году вместе с Bank of East Asia, Chekiang First Bank, Шанхайским коммерческим банком и Wing Lung Bank, и в настоящее время охватывает все банки Гонконга и Макао, за исключением HSBC и Hang Seng Bank, которые используют отдельную систему, известную как ETC.
JETCO подключена к сети UnionPay в материковом Китае: держатели карт JETCO могут снимать наличные в юанях в автоматах UnionPay в ряде крупных городов Материкового Китая, в то время как держатели карт UnionPay могут снимать наличные в гонконгских долларах (не более 5000 гонконгских долларов в день) в автоматах JETCO в Гонконге. Кроме того, многие банки Гонконга теперь выпускают дебетовые и кредитные карты UnionPay для использования на материке.
В 2016 году система запустила сервис оплат JET PAYMENT
В 2019 году был запущен сервис, конкурентный AliPay и WeChat Pay в Гонконге.
В 2021 году были запущены безналичные переводы по картам в Макао.